# Rochester
Rochester je zgodovinsko mesto v upravni enoti Medway v Kentu v Angliji in leži ob najnižji premostitveni točki reke Medway 50 km iz Londona.
Charles Dickens je imel zelo rad Rochester, bil je lastnik hiše Gads Hill Place v Highamu. To območje je bilo večkrat prizorišče njegovih romanov. Središče rochestrske škofije, druge najstarejše v Angliji, je stolnica, ki je leta 604 ustanovila šolo , zdaj The King's School (Kraljeva šola), ki je priznana kot druga najstarejša neprekinjeno delujoča šola na svetu. Rochestrski grad, ki ga je zgradil škof Gundulf, je eden najbolje ohranjenih  bivalno-obrambnih gradov v Angliji in Franciji. Med prvo vojno baronov (1215–1217), ko je vladal kralj Ivan, so ga baronske sile zajele in branile pred kraljem, ki ga je oblegal. 
Rochester skupaj s sosednjim Chathamom, Gillinghamom, Stroodom ter številnimi manjšimi naselji sestavlja veliko mestno območje Medway, v katerem živi okoli 250.000 prebivalcev. Ti kraji danes sestavljajo območje upravne enote Medway. Do leta 1998  je bilo pod nadzorom sveta okrožja Kenta in je še vedno del tradicionalne grofije Kent v skladu z najnovejšim Lieutenantovim zakonom. 

## Toponim
Rimsko-britansko ime za Rochester je Durobrivae, okoli leta 730 Durobrivis in Dorobrevis leta 844. Dva pogosto navedena izvora tega imena sta, da beseda izvira iz besedne zveze "trdnjava z mostom/-vi" ali iz latinizirane britanske besede Dourbruf, ki pomeni "hiter vodni tok". Durobrivis se izgovarja 'Robrivis'. V poznejših časih je bila beseda cæster (= grad, iz latinskega castrum) dodana imenu in mesto se je imenovalo Robrivis Cæster. Beda Častitljivi je omenil mesto okoli leta 730 in ga je imenoval Hrofes cæster, zamenjal je pomen s Hrofijevim  utrjenim taborom. Iz tega dobimo okoli leta 730 Hrofæscæstre, leta 811 Hrofescester, leta 1086 Rovescester, leta 1610 Rochester. Latinizirani pridevnik 'Roffensis' se nanaša na Rochester. 

## Zgodovina
V bližini Rochestra so našli neolitske ostanke; to območje so zasedali Kelti, Rimljani, Juti in/ali Sasi. V keltskem obdobju je bil eno od dveh upravnih središč plemena Kanti. Ob rimskem osvajanju Britanije je bila odločilna medwayska bitka nekje blizu Rochestra. Prvi most je bil zgrajen zgodaj v rimskem obdobju. Pozneje je bilo naselje obdano s kamnitim obzidjem. Kralj Ethelbert Kentski (560–616) je vzpostavil pravni sistem Textus Roffensis, ki je bil ohranjen v 12. stoletju. Leta 604 sta bili ustanovljeni škofija in stolnica. V obdobju od odhoda legij in prihoda Normanov je bil Rochester vsaj dvakrat opustošen in oblegan.
V srednjeveškem obdobju so zgradili sedanjo stolnico (1080–1130, 1227 in 1343), dva gradova in ustanovili pomembno mesto. Rochestrski grad je bil oblegan v letih 1215 in 1264. Mestni ulični načrt je bil določen glede na reko, ulico Watling, proštijo in grad.
Rochester ima dva mučenika: svetega Johna Fisherja, ki ga je ubil Henrik VIII., ker je zavrnil njegovo  ločitev od Katarine Aragonske, in škofa Nicholasa Ridleyja, ki ga je ubila kraljica Marija I., ker je bil angleški reformacijski protestant.
V mesto so vdrli Nizozemci kot del druge anglo-nizozemske vojne. Nizozemci so po ukazu admirala de Ruijterja prodrli obalno obrambno linijo pri Upnorju  in pripluli do rochestrskega mostu ter zajeli del angleške flote in jo zažgali. 

### Vojaška zgodovina
Rochester ima že stoletja velik strateški pomen zaradi lege v bližini sotočja rek Temze in Medway. Grad je bil zgrajen, da bi zaščitil prehod čez reko in kraljevo ladjedelnico v Chathamu, kar dokazuje začetek dolgega obdobja nadvlade kraljeve mornarice (Royal Navy). Mesto, del Medwaya, je obdano z dvema krogoma utrdb; notranja linija je bila zgrajena v času Napoleonovih vojn in jo sestavljajo utrdbe Clarence, Pitt, Amherst in Gillingham. Zunanja linija Palmerstonovih utrdb je bila zgrajena v 1860-ih glede na poročilo Kraljeve komisije za obrambo Združenega kraljestva in jo sestavljajo utrdbe Borstal, Bridgewood,  Luton in Twydall Redoubts z dvema dodatnima utrdbama na otokih v reki Medway, in sicer Hoo in Darnet.
Med prvo svetovno vojno je letalska družba 'Short Brothers' v tovarni na reki Medway nedaleč od rochestrskega gradu razvila prvo letalo z uporabo torpeda, Short Admiralty, tip 184. V vmesnem obdobju svetovnih vojn v 20. stoletju je družba s sedežem po vsem svetu slovela kot konstruktor hidroplanov, kot so Singapur, Empire in Sunderland. Med drugo svetovno vojno so zasnovali in izdelali tudi prvi štirimotorne bombnike, kot je Stirling.
Nazadovanje Velike Britanije v pomorski moči in konkurenčnost v ladjedelništvu sta pripomogla k odločitvi vlade o razgradnji ladjedelnice v Chathamu leta 1984. Posledica je bila poznejši propad lokalne pomorske industrije. Rochester in njegove sosednje skupnosti so bile prizadete in so doživele boleč razvoj postindustrijskega gospodarstva z več socialnimi problemi in brezposelnostjo. 

### Civilna zgodovina in tradicija
Rochester je imel status mesta od leta 1211 do 1998. Status mesta je bil v preteklosti edinstven, saj ni imel formalnega sveta ali ustanovne listine, niti župana, imel pa je urad admirala reke Medway, ki je bil nekakšen civilni voditelj. 
V normanskem obdobju je Rochester vedno nadziral ozemlje na drugi strani Medwaya v Stroodu, ki je bil znan kot Strood Intra; pred letom 1835 je bil približno 91 m širok in razpotegnjen do Gun Lana. V zakonu o občinskih družbah iz leta 1835 so razširili meje in vključili več Strooda in Frindsburyja ter del Chathama, znanega kot Chatham Intra.
Kot mnoga srednjeveška mesta v Angliji je imel Rochester državljane svobodnjake, katerih zgodovinska dolžnost in pravice so bile odpravljene z zakonom o občinskih družbah leta 1835. Cehovsko združenje svobodnih ribičev (Guild of Free Fishers and Dredgers) je do danes obdržalo pravice, dolžnosti in odgovornosti za Medway med Sheernessom in Hawkwood Stonom.  Ta starodavna pravna oseba se sklicuje na mornariško sodišče s porotniki svobodnjaki, ki je odgovorno za zaščito reke, kot je zapisano v veljavni zakonodaji. Mesto lahko postane svobodno po prestanem obdobju "hlapčevstva", to je vajeništva (običajno sedem let). Letna slavnost Beating of the Bounds (obhod po meji) ob reki Medway je bila običajno prvo soboto v juliju.

### Cerkvene župnije
V mestu so bile tri srednjeveške župnije: svetega Miklavža, svete Margarete in svetega Klemna. Župnija slednjega v Horsewash Lanu je obstajala do zadnjega župnika, ki je umrl leta 1538, nato se je pridružila župniji svetega Miklavža. Še zadnje temelje cerkve so dokončno odstranili, ko je bila zgrajena železnica leta 1850. Miklavževa cerkev je bila zgrajena leta 1421 ob stolnici, da bi bila župnijska cerkev za državljane Rochestra. Starodavna stolnica je imela benediktinsko samostansko proštijo svetega Andreja z višjim statusom kot lokalne župnije.  Rocherstrska škofija pred 1537 je bila v pristojnosti Cerkve v Rimu in je zajemala veliko območje vzhodne Anglije in celoten Essex. 
Posledica prestrukturiranja Cerkve v obdobju reformacije je bila ponovna posvetitev stolnice v stolnico Kristusa in Device Marije brez župnijskih odgovornosti kot škofovska cerkev.  V 19. stoletju je bila ustanovljena župnija svetega Petra z novo cerkvijo, ki so jo posvetili leta 1859. Glede na demografska gibanja so svetega Petra in sveto Margareto leta 1953 združili z župnijo svetega Miklavža in s svetim Klemnom leta 1971.  Kombinirana župnija je zdaj "Cerkev svetega Petra s sveto Marjeto". Stari sveti Peter je bil porušen leta 1974, medtem ko je bila Miklavževa cerkev spremenjena v škofijske urade, a je še vedno posvečena. Nadaljevanje širitve na jug je pripomoglo k oblikovanju dodatne župnije svetega Justa (1956), ki zajema okrožje Tideway z okolico. 

## Geografija
Rochester je na območju, med geologi znanem kot Londonska kotlina. Polotok Hoo severno od mesta sestavljajo londonska glina in sedimenti rek Temze in Medway, katerih sotočje je na tem območju. Dvignjena območja gričevja North Downs sestavlja kreda, ki se dviga nad podlago peska in gramoza.
Kot naselje se je Rochester uveljavil ob najnižjem rečnem prehodu ob reki Medway že pred prihodom Rimljanov.
Stoji na osrednji točki med dvema potema, ki sta del glavne smeri, ki povezuje London s celino in smeri sever–jug po toku reke Medway ter povezuje Maidstone in Weald Kent s Temzo in Severnim morjem. Močvirja Temze so pomemben vir soli. Rochestrske ceste sledijo severnim kentskim dolinam in strmim grebenom. Iz mesta proti jugu vodijo štiri poti. Mesto je neločljivo povezano s sosednjim Medwayem, a je ločeno od Maidstona z grebenom Downs, znanim kot območje izredne naravne lepote.
V svojem ožjem geografskem pomenu je Rochester tržno mesto znotraj mestnega obzidja in je povezano z zgodovinskim srednjeveškim središčem. 
Rochestrska škofija Rochester je druga geografska entiteta, ki se nanaša na Rochester.

### Podnebje
Rochester ima oceansko podnebje tako kot velik del južne Angliji po Köppnovi podnebni klasifikaciji, podtip "Cfb".
Rochester je blizu estuarija Temze v Severno morje in sorazmerno blizu celinske Evrope, zato ima nekoliko manj zmerno podnebje kot drugi deli Kenta in večina vzhodne Anglije. Zato je manj oblačno, bolj suho in manj nagnjeno k atlantskim depresijam, povezanim z vetrom in dežjem, kot zahodna območja Britanije, prav tako pa so bolj vroča poletja in hladnejše zime.

## Znamenitosti
Rochester ima številne pomembne zgodovinske stavbe, med katerimi najbolj izstopajo Guildhall (cehovsha hiša), Corn Exchange (koruzna borza), Restoration House, Eastgate House, tudi rochestrski grad in rochestrska stolnica. V središču mesta je mnogo starih stavb iz 14. do 18. stoletja. Kapela bolnišnice svetega Bartolomeja je iz leta 1078, ko je bila ustanovljena starodavna proštijska bolnišnica.